# Euphorbia inundata
Euphorbia inundata là một loài thực vật có hoa trong họ Đại kích. Loài này được Torr. ex Chapm. mô tả khoa học đầu tiên năm 1860.